# 蟠龙路站
蟠龙路站位于上海青浦区徐泾镇崧泽大道与蟠龙路，是上海轨道交通17号线的车站，于2017年12月30日启用。

## 结构
蟠龙路站为地下二层岛式站台，站厅层采用镂空结构，自然采光。

### 車站樓層
蟠龙路站共有3層。地面為車站出口，地下一層為車站大廳，地下二層為17号线月台。
| 地面层   | 出入口             | 2-3出入口                             |  |  |
| 地下一层 | 站厅               | 票务服务、自动售票机、人工服务台      |  |  |
| 地下二层 | ①站台              | █ 17号线 往西岑（徐盈路）             |  |  |
|          | 岛式站台，左侧开门 |                                       |  |  |
|          | ②站台              | █ 17号线 往虹桥火车站（国家会展中心） |  |  |

## 出入口
蟠龙路站目前开放2个出入口，各出入口如下所示：
| 出口编号            | 出口指示 | 照片 |
| ------------------- | -------- | ---- |
| 2 · 出口            | 蟠龙路   |      |
| 3 · 出口 · （设有） | 蟠和路   |      |
| 图例： 设有         |          |      |

## 图片

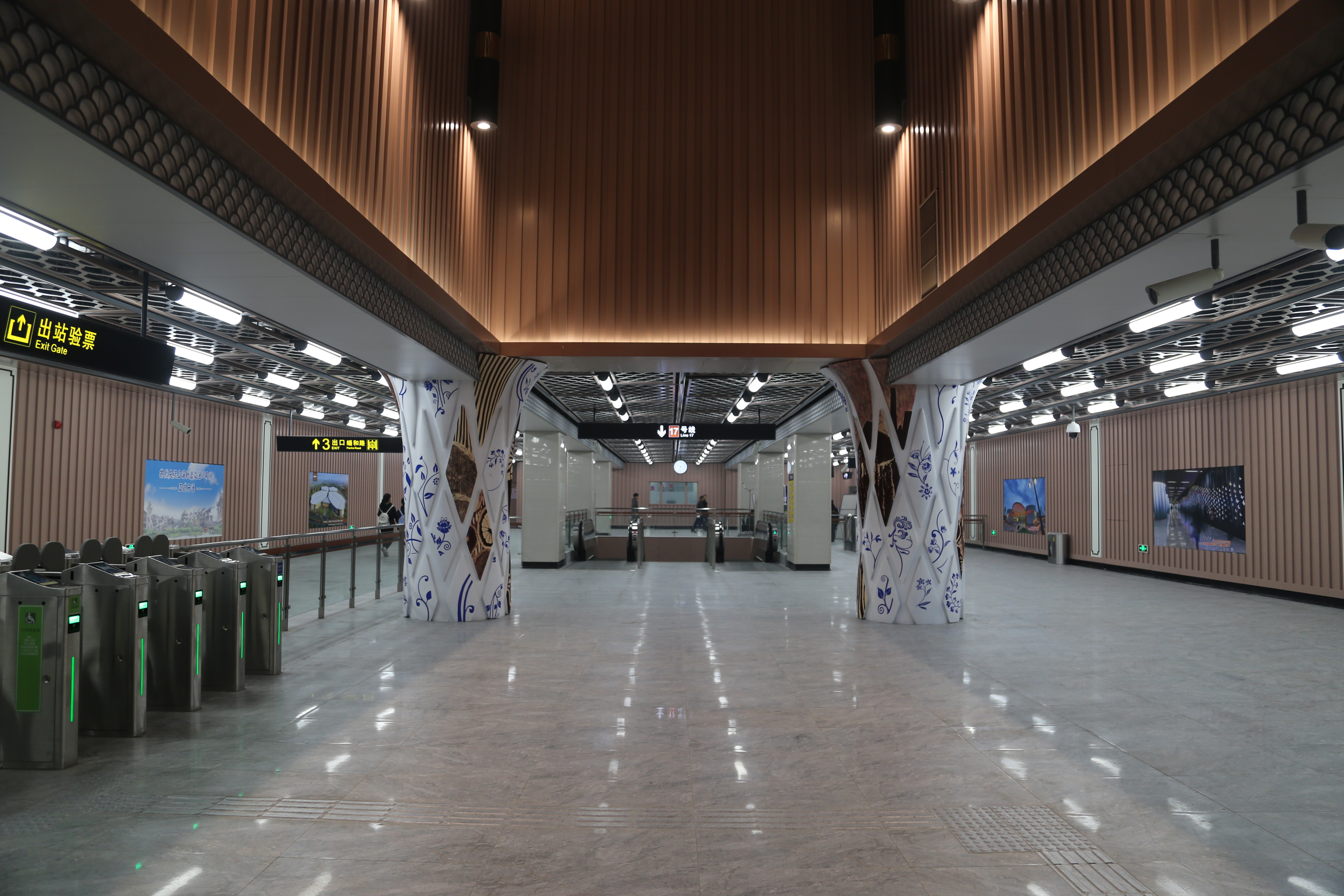
2017年的站厅
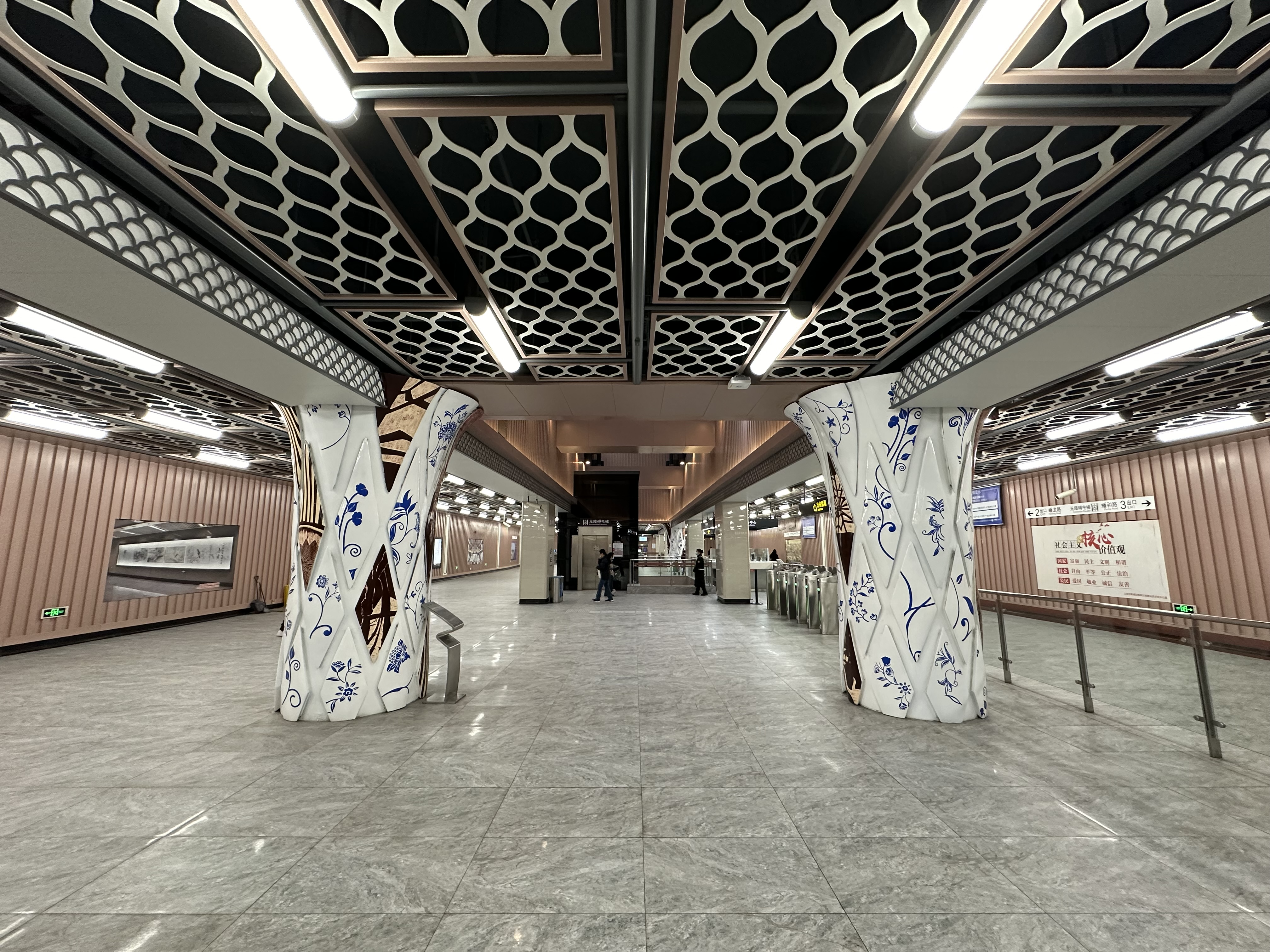
2024年的站厅
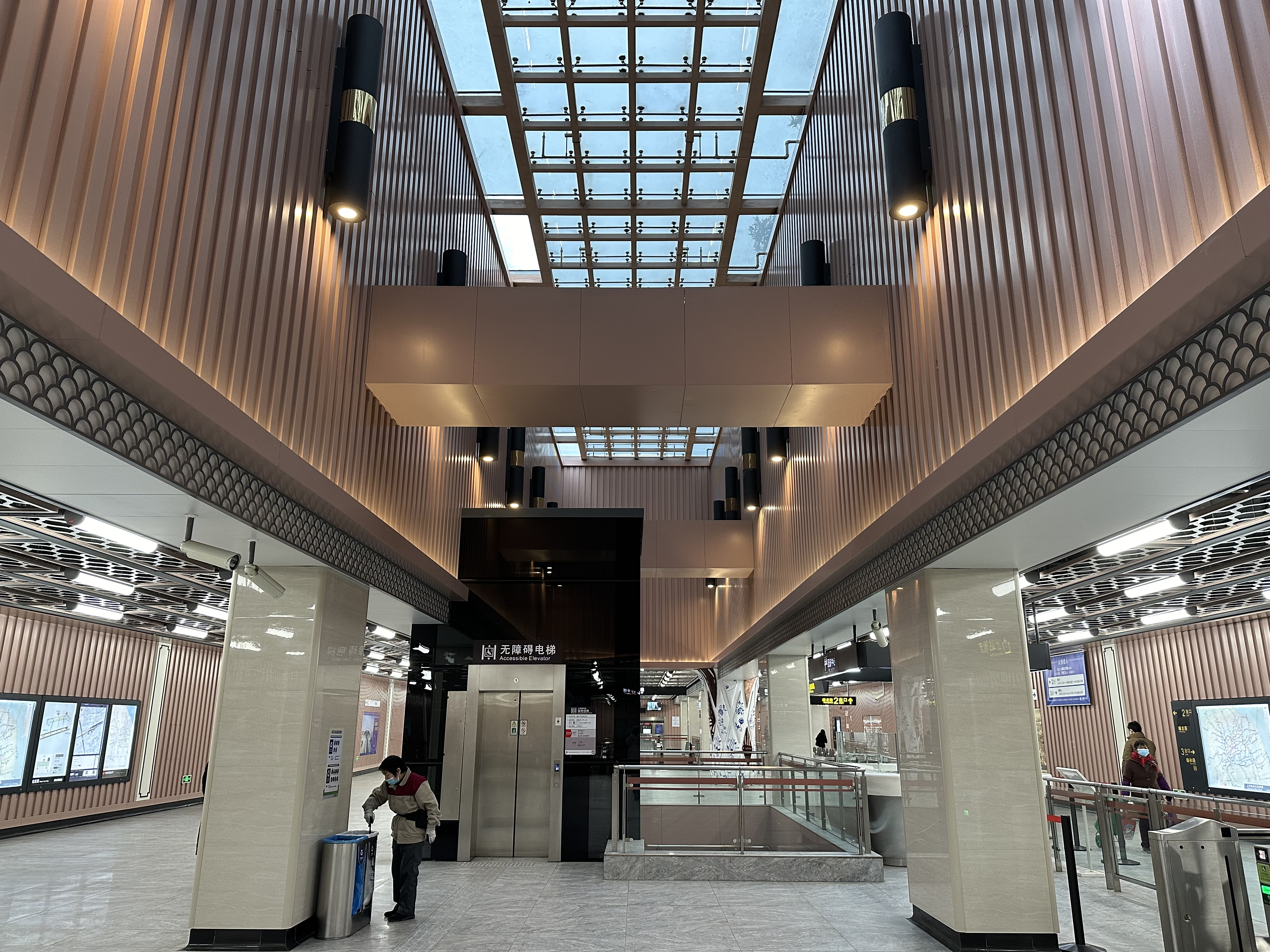
站厅天井